# Huittinen
Huittinen é um município da Finlândia.
Está localizado na província da Finlândia Ocidental, e faz parte da sub-região da Satakunta. A cidade tem uma população de 10 709 habitantes (estimativas de março de 2010) , e abrange uma área de 539,66 km², dos quais 6,97 km² é constituído por água. A densidade populacional é de 20,1 hab/km². 